# Ligue mondiale de volley-ball 2017
 (mars 2018).
Navigation
2016 2018
La 28e édition de la Ligue mondiale de volley-ball s'est déroulée du 2 juin au 18 juin 2017, pour la phase intercontinentale et du 15 juin au 8 juillet pour la phase finale. Le tour final du groupe 1 s'est joué à Curitiba (Brésil).
La Serbie (tenante du titre), la Pologne (championne du monde en titre), le Brésil (championne olympique en titre) et la France (championne d’Europe en titre), ainsi que les plus grandes nations du volley, s'affrontent lors du tournoi le plus prestigieux de l'année.
Pour la deuxième fois en trois ans, l'équipe de France remporte le tournoi.
Autriche et Estonie disputent pour la première fois cette compétition.

## Qualification
- En enlevant Cuba et Porto Rico qui se sont retirées d'elles-même, les 34 autres équipes de l'édition 2016 sont qualifiées directement[1]
- Estonie et  Autriche sont qualifiées grâce à leur parcours à la Ligue européenne 2016[1].

| Afrique                                                                            | Asie et Océanie                                                                       | Europe | Amérique du Nord          | Amérique du Sud            |
| ---------------------------------------------------------------------------------- | ------------------------------------------------------------------------------------- | --- | ------------------------- | -------------------------- |
| Égypte Tunisie                                                                     | Australie Chine Taïwan Iran Japon Kazakhstan Qatar Corée du Sud                       | \| Autriche[α] Belgique Bulgarie Tchéquie Estonie[α] Finlande France Allemagne Grèce Italie \| Monténégro Pays-Bas Pologne Portugal Russie Serbie Slovaquie Slovénie Espagne Turquie \| | Canada Mexique États-Unis | Argentine Brésil Venezuela |
| Autriche Belgique Bulgarie Tchéquie Estonie Finlande France Allemagne Grèce Italie | Monténégro Pays-Bas Pologne Portugal Russie Serbie Slovaquie Slovénie Espagne Turquie | |                           |                            |

1. 1 2  Équipes faisant leurs débuts.

## Formule de la compétition

### Tour intercontinental
- Division 1, les douze équipes sont placées dans neuf poules de quatre équipes. Dans chaque poule, toutes les équipes se rencontreront dans un Tournoi toutes rondes. Le résultat des neuf poules formera un unique classement. L'équipe du pays organisateur ainsi que les cinq meilleures équipes se rencontreront pour le tour final. La dernière équipe après le tour intercontinental pourra être reléguée si le vainqueur de la Division 2 a atteint les conditions mis en place par la FIVB.
- Division 2, les douze équipes sont placées dans neuf poules de quatre équipes. Dans chaque poule, toutes les équipes se rencontreront dans un Tournoi toutes rondes. Le résultat des neuf poules formera un unique classement. L'équipe du pays organisateur ainsi que les trois meilleures équipes se rencontreront pour le tour final. La dernière équipe après le tour intercontinental pourra être reléguée si le vainqueur de la Division 3 a atteint les conditions mis en place par la FIVB.
- Division 3, les douze équipes sont placées dans six poules de quatre équipes. Dans chaque poule, toutes les équipes se rencontreront dans un Tournoi toutes rondes. Le résultat des six poules formera un unique classement. L'équipe du pays organisateur ainsi que les trois meilleures équipes se rencontreront pour le tour final.

### Tour final
- Division 1, les six équipes du tour final seront divisées en deux poules déterminés par le système serpentin. L'équipe du pays organisateur sera en position de tête, et les autres équipes seront réparties en fonction de leur classement pendant le tour préliminaire. Les deux meilleures équipes de chaque poule se rencontreront pour les demi-finales. Et les vainqueurs joueront dans un match final pour la médaille d'or.
- Division 2 et Division 3, L'équipe du pays organisateur rencontrera l'équipe la moins bien classée pour les demi-finales. Les deux autres équipes se rencontreront dans l'autre demi-finale. Les vainqueurs joueront dans un match final pour la médaille d'or, ainsi qu'une chance de promotion.

## Composition des poules
Les poules ont été annoncées le 13 septembre 2016
| Semaine 1                        | Semaine 1                         | Semaine 1                        |
| Poule A1 Italie                  | Poule B1 Serbie                   | Poule C1 Russie                  |
| -------------------------------- | --------------------------------- | -------------------------------- |
| Brésil Italie Pologne Iran       | Serbie États-Unis Canada Belgique | France Russie Bulgarie Argentine |
| Semaine 2                        |                                   |                                  |
| Poule D1 Iran                    | Poule E1 Bulgarie                 | Poule F1 France                  |
| Serbie Argentine Belgique Iran   | Brésil Pologne Canada Bulgarie    | France Russie États-Unis Italie  |
| Semaine 3                        |                                   |                                  |
| Poule G1 Argentine               | Poule H1 Pologne                  | Poule I1 Belgique                |
| Serbie Brésil Bulgarie Argentine | États-Unis Russie Pologne Iran    | France Italie Canada Belgique    |

| Semaine 1                               | Semaine 1                           | Semaine 1                                |
| Poule A2 Corée du Sud                   | Poule B2 Slovaquie                  | Poule C2 Turquie                         |
| --------------------------------------- | ----------------------------------- | ---------------------------------------- |
| Corée du Sud Tchéquie Slovénie Finlande | Portugal Japon Australie Slovaquie  | Pays-Bas Égypte Turquie Chine            |
| Semaine 2                               |                                     |                                          |
| Poule D2 Finlande                       | Poule E2 Japon                      | Poule F2 République tchèque              |
| Australie Chine Slovaquie Finlande      | Japon Slovénie Corée du Sud Turquie | Pays-Bas Égypte Portugal Tchéquie        |
| Semaine 3                               |                                     |                                          |
| Poule G2 Chine                          | Poule H2 Égypte                     | Poule I2 Pays-Bas                        |
| Australie Japon Turquie Chine           | Portugal Égypte Slovénie Finlande   | Pays-Bas Tchéquie Corée du Sud Slovaquie |

| Semaine 1                     | Semaine 1                            | Semaine 1                               |
| Poule A3 Espagne              | Poule B3 Monténégro                  | Poule C3 Allemagne                      |
| ----------------------------- | ------------------------------------ | --------------------------------------- |
| Espagne Grèce Mexique Qatar   | Monténégro Taïwan Tunisie Estonie    | Allemagne Autriche Kazakhstan Venezuela |
| Semaine 2                     |                                      |                                         |
| Poule D3 Estonie              | Poule E3 Tunisie                     | Poule F3 Autriche                       |
| Estonie Grèce Venezuela Qatar | Tunisie Taïwan Monténégro Kazakhstan | Autriche Allemagne Espagne Mexique      |

| Semaine 5                         | Semaine 5                         |
| Group 1 Brésil                    | Group 1 Brésil                    |
| --------------------------------- | --------------------------------- |
| \| Poule J1 Brésil \| Poule K1 \| |                                   |
| Semaine 4                         | Semaine 3                         |
| Group 2 Australie                 | Group 3 Mexique                   |
| Australie                         | Mexique Allemagne Espagne Estonie |
| Poule J1 Brésil                   | Poule K1                          |

| Poule J1 Brésil | Poule K1 |

## Programme de la compétition
| ● | Tour intercontinental | ● | Tour final |

|            | Semaine 1 2–4 juin | Semaine 2 8–11 juin | Semaine 3 15–18 juin | Semaine 4 24–25 juin | Semaine 5 4–8 juillet |
| ---------- | ------------------ | ------------------- | -------------------- | -------------------- | --------------------- |
| Division 1 | 18 matchs          | 18 matchs           | 18 matchs            |                      | 10 matchs             |
| Division 2 | 18 matchs          | 18 matchs           | 18 matchs            | 4 matchs             |                       |
| Division 3 | 18 matchs          | 18 matchs           | 4 matchs             |                      |                       |

## Compositions des équipes
Équipes Ligue mondiale FIVB 2017 (en)

## Comptabilisation des points
Le système de comptabilisation des points est :
- pour une victoire par 3-0 ou 3-1, le vainqueur obtient 3 points, le perdant 0 point ;
- pour une victoire par 3-2, le vainqueur obtient 2 points, le perdant 1 point.

Pour départager les équipes, on utilise les critères suivants :
1. Nombre de matchs gagnés ;
2. Nombre de points gagnés ;
3. Ratio des sets ;
4. Ratio des points ;
5. Différence particulière : la priorité sera donné à l'équipe qui a gagné la dernière confrontation. Dans le cas où plusieurs équipes seraient encore à égalité, un nouveau classement serait effectué en tenant compte uniquement des confrontations entre ses équipes.

## Tour intercontinental

### Division 1
|  | Qualifié pour le Tour Final de la Division 1                               |
|  | Qualifié en tant que pays organisateur pour le Tour Final de la Division 1 |
|  | En position de relégation                                                  |

#### Classement
| #  | Équipe     | Pts | J | G | Gt | Pt | P | Sp | Sc | Ratio | Pp  | Pc  | Ratio |
| 1  | France     | 25  | 9 | 8 | 0  | 1  | 0 | 26 | 7  | 3.714 | 792 | 673 | 1.177 |
| 2  | Brésil     | 19  | 9 | 6 | 0  | 1  | 2 | 22 | 14 | 1.571 | 817 | 786 | 1.039 |
| 3  | Serbie     | 18  | 9 | 5 | 1  | 1  | 2 | 21 | 14 | 1.5   | 797 | 767 | 1.039 |
| 4  | Russie     | 14  | 9 | 3 | 2  | 1  | 3 | 19 | 16 | 1.188 | 787 | 775 | 1.015 |
| 5  | Canada     | 12  | 9 | 2 | 3  | 0  | 4 | 18 | 20 | 0.9   | 843 | 858 | 0.983 |
| 6  | États-Unis | 14  | 9 | 4 | 0  | 2  | 3 | 19 | 16 | 1.188 | 816 | 804 | 1.015 |
| 7  | Belgique   | 14  | 9 | 3 | 1  | 3  | 2 | 18 | 19 | 0.947 | 808 | 819 | 0.987 |
| 8  | Pologne    | 12  | 9 | 3 | 1  | 1  | 4 | 17 | 19 | 0.895 | 806 | 801 | 1.006 |
| 9  | Bulgarie   | 10  | 9 | 1 | 3  | 1  | 4 | 16 | 22 | 0.727 | 819 | 861 | 0.951 |
| 10 | Argentine  | 11  | 9 | 2 | 1  | 3  | 3 | 15 | 22 | 0.682 | 800 | 837 | 0.956 |
| 11 | Iran       | 7   | 9 | 1 | 2  | 0  | 6 | 11 | 23 | 0.478 | 739 | 795 | 0.93  |
| 12 | Italie     | 6   | 9 | 1 | 1  | 1  | 6 | 13 | 23 | 0.565 | 798 | 846 | 0.943 |

#### Semaine 1

##### Poule A1
- Lieu:  Adriatic Arena, Pesaro, Italie

##### Poule B1
- Lieu:  SPC Vojvodina, Novi Sad, Serbie

##### Poule C1
- Lieu:  Kazan Volleyball Centre, Kazan, Russie

#### Semaine 2

##### Poule D1
- Lieu:  Azadi Indoor Stadium, Téhéran, Iran

##### Poule E1
- Lieu:  Palais de la Culture et des Sports, Varna, Bulgarie

##### Poule F1
- Lieu:  Palais des sports de Pau, Pau, France

#### Semaine 3

##### Poule G1
- Lieu:  Orfeo Superdomo, Córdoba, Argentine

##### Poule H1
- Lieu:  Spodek, Katowice, Pologne (15 juin)
- Lieu:  Atlas Arena, Łódź, Pologne (17–18 juin)

##### Poule I1
- Lieu:  Lotto Arena, Anvers, Belgique

### Division 2
|  | Qualifié pour le Tour Final de la Division 2                               |
|  | Qualifié en tant que pays organisateur pour le Tour Final de la Division 2 |
|  | En position de relégation                                                  |

#### Classement
| #  | Équipe       | Pts | J | G | Gt | Pt | P | Sp | Sc | Ratio | Pp  | Pc  | Ratio |
| 1  | Slovénie     | 24  | 9 | 7 | 1  | 1  | 0 | 26 | 10 | 2.6   | 873 | 778 | 1.122 |
| 2  | Pays-Bas     | 21  | 9 | 6 | 1  | 1  | 1 | 24 | 10 | 2.4   | 804 | 698 | 1.152 |
| 3  | Australie    | 16  | 9 | 4 | 2  | 0  | 3 | 21 | 15 | 1.4   | 826 | 793 | 1.042 |
| 4  | Japon        | 16  | 9 | 3 | 2  | 3  | 1 | 21 | 18 | 1.167 | 873 | 823 | 1.061 |
| 5  | Chine        | 15  | 9 | 4 | 1  | 1  | 3 | 19 | 16 | 1.188 | 803 | 815 | 0.985 |
| 6  | Corée du Sud | 12  | 9 | 1 | 4  | 1  | 3 | 18 | 20 | 0.9   | 796 | 829 | 0.96  |
| 7  | Slovaquie    | 13  | 9 | 4 | 0  | 1  | 4 | 14 | 17 | 0.824 | 673 | 705 | 0.955 |
| 8  | Tchéquie     | 12  | 9 | 2 | 1  | 1  | 2 | 16 | 18 | 0.889 | 724 | 771 | 0.939 |
| 9  | Finlande     | 10  | 9 | 3 | 0  | 1  | 5 | 15 | 20 | 0.75  | 785 | 791 | 0.992 |
| 10 | Portugal     | 10  | 9 | 2 | 1  | 2  | 4 | 15 | 22 | 0.682 | 793 | 837 | 0.947 |
| 11 | Turquie      | 9   | 9 | 1 | 2  | 2  | 4 | 16 | 22 | 0.727 | 848 | 869 | 0.976 |
| 12 | Égypte       | 4   | 9 | 0 | 1  | 2  | 6 | 9  | 26 | 0.346 | 729 | 818 | 0.891 |

#### Semaine 1

##### Poule A2
- Lieu:  Jangchung Arena, Séoul, Corée du Sud

##### Poule B2
- Lieu:  Arena Poprad, Poprad, Slovaquie

##### Poule C2
- Lieu: Başkent Volleyball Hall, Ankara, Turquie

#### Semaine 2

##### Poule D2
- Lieu:  Hartwall Arena, Helsinki, Finlande

##### Poule E2
- Lieu:  Takasaki Arena, Takasaki, Japon

##### Poule F2
- Lieu:  Budvar aréna, České Budějovice, République tchèque

#### Semaine 3

##### Poule G2
- Lieu:  Kunshan Sports Center Gymnasium, Kunshan, Chine

##### Poule H2
- Lieu:  Cairo Stadium Complex Indoor Hall 2, Le Caire, Égypte

##### Poule I2
- Lieu:  Sportcampus Zuiderpark, La Haye, Pays-Bas

### Division 3
|  | Qualifié pour le Tour Final de la Division 3                               |
|  | Qualifié en tant que pays organisateur pour le Tour Final de la Division 3 |

#### Classement
| #  | Équipe     | Pts | J | G | Gt | Pt | P | Sp | Sc | Ratio | Pp  | Pc  | Ratio |
| 1  | Allemagne  | 15  | 6 | 5 | 0  | 0  | 1 | 16 | 5  | 3.2   | 522 | 439 | 1.189 |
| 2  | Espagne    | 14  | 6 | 4 | 1  | 0  | 1 | 15 | 7  | 2.143 | 516 | 474 | 1.089 |
| 3  | Estonie    | 13  | 6 | 3 | 2  | 0  | 1 | 16 | 7  | 2.286 | 526 | 441 | 1.193 |
| 4  | Autriche   | 11  | 6 | 3 | 2  | 0  | 2 | 13 | 10 | 1.3   | 536 | 455 | 1.178 |
| 5  | Tunisie    | 11  | 6 | 2 | 2  | 1  | 1 | 15 | 12 | 1.25  | 596 | 561 | 1.062 |
| 6  | Qatar      | 9   | 6 | 3 | 0  | 0  | 3 | 10 | 10 | 1     | 464 | 484 | 0.959 |
| 7  | Monténégro | 9   | 6 | 2 | 1  | 1  | 2 | 12 | 12 | 1     | 507 | 511 | 0.992 |
| 8  | Taïwan     | 8   | 6 | 2 | 0  | 2  | 2 | 12 | 14 | 0.857 | 555 | 584 | 0.95  |
| 9  | Mexique    | 8   | 6 | 2 | 0  | 2  | 2 | 10 | 13 | 0.769 | 498 | 513 | 0.971 |
| 10 | Venezuela  | 6   | 6 | 2 | 0  | 0  | 4 | 8  | 13 | 0.615 | 408 | 519 | 0.786 |
| 11 | Kazakhstan | 3   | 6 | 1 | 0  | 0  | 5 | 6  | 16 | 0.375 | 452 | 531 | 0.851 |
| 12 | Grèce      | 1   | 6 | 0 | 0  | 1  | 5 | 4  | 18 | 0.222 | 468 | 536 | 0.873 |

#### Semaine 1

##### Poule A3
- Lieu:  Pavelló de la Vall d'Hebron, Barcelone, Espagne

##### Poule B3
- Lieu:  Nikoljac Sports Center, Bijelo Polje, Monténégro

##### Poule C3
- Lieu:  Fraport Arena, Francfort-sur-le-Main, Allemagne

#### Semaine 2

##### Poule D3
- Lieu:  Kalevi Spordihall, Tallinn, Estonie

##### Poule E3
- Lieu:  El Menzah Sports Palace, Tunis, Tunisie

##### Poule F3
- Lieu:  TipsArena Linz, Linz, Autriche

## Phase finale

### Division 3
- Lieu:  Domo de la Feria, León, Mexique

#### Final four (Semaine 3)
|  | Demi-finales | Demi-finales |                        |   | Finale   | Finale   |
|  | Demi-finales | Demi-finales |                        |   | Finale   | Finale   |
|  |              |              |                        |   |          |          |
|  | 17 Juin,     | 17 Juin,     |                        |   | 18 Juin, | 18 Juin, |
|  | 17 Juin,     | 17 Juin,     |                        |   | 18 Juin, | 18 Juin, |
|  | Allemagne    | 0            |                        |   | 18 Juin, | 18 Juin, |
|  | Allemagne    | 0            |                        |   | 18 Juin, | 18 Juin, |
|  | Espagne      | 3            |                        |   | 18 Juin, | 18 Juin, |
|  | Espagne      | 3            | Espagne                | 0 |          |          |
|  | 17 Juin,     |              | Espagne                | 0 |          |          |
|  |              | Estonie      | 3                      |   |          |          |
|  | Mexique      | Estonie      | 3                      | 0 |          |          |
|  | Mexique      |              |                        | 0 |          |          |
|  | Estonie      | 3            |                        |   |          |          |
|  | Estonie      | 3            | Match pour la 3e place |   |          |          |
|  |              |              |                        |   |          |          |
|  | 18 Juin,     |              |                        |   |          |          |
|  |              |              |                        |   |          |          |
|  | Allemagne    | 3            |                        |   |          |          |
|  | Allemagne    | 3            |                        |   |          |          |
|  | Mexique      | 0            |                        |   |          |          |
|  | Mexique      | 0            |                        |   |          |          |

### Division 2
- Lieu:  Carrara Indoor Stadium, Gold Coast, Australie[4],[5]

#### Final four (Semaine 4)
|  | Demi-finales | Demi-finales |                        |   | Finale   | Finale   |
|  | Demi-finales | Demi-finales |                        |   | Finale   | Finale   |
|  |              |              |                        |   |          |          |
|  | 24 Juin,     | 24 Juin,     |                        |   | 25 Juin, | 25 Juin, |
|  | 24 Juin,     | 24 Juin,     |                        |   | 25 Juin, | 25 Juin, |
|  | Slovénie     | 3            |                        |   | 25 Juin, | 25 Juin, |
|  | Slovénie     | 3            |                        |   | 25 Juin, | 25 Juin, |
|  | Pays-Bas     | 0            |                        |   | 25 Juin, | 25 Juin, |
|  | Pays-Bas     | 0            | Slovénie               | 3 |          |          |
|  | 24 Juin,     |              | Slovénie               | 3 |          |          |
|  |              | Japon        | 0                      |   |          |          |
|  | Australie    | Japon        | 0                      | 2 |          |          |
|  | Australie    |              |                        | 2 |          |          |
|  | Japon        | 3            |                        |   |          |          |
|  | Japon        | 3            | Match pour la 3e place |   |          |          |
|  |              |              |                        |   |          |          |
|  | 25 Juin,     |              |                        |   |          |          |
|  |              |              |                        |   |          |          |
|  | Pays-Bas     | 0            |                        |   |          |          |
|  | Pays-Bas     | 0            |                        |   |          |          |
|  | Australie    | 3            |                        |   |          |          |
|  | Australie    | 3            |                        |   |          |          |

### Division 1
- Lieu:  Arena da Baixada, Curitiba, Brésil[2]
- Fuseau horaire: UTC−03:00

#### Phase de Poule (Semaine 5)
|  | Qualifiés pour les Demi-finales |

##### Poule J1
| # | Équipe | Pts | J | G | Gt | Pt | P | Sp | Sc | Ratio | Pp  | Pc  | Ratio |
| 1 | Brésil | 5   | 2 | 1 | 1  | 0  | 0 | 6  | 3  | 2     | 198 | 185 | 1.07  |
| 2 | Canada | 3   | 2 | 1 | 0  | 0  | 1 | 4  | 3  | 1.333 | 163 | 159 | 1.025 |
| 3 | Russie | 1   | 2 | 0 | 0  | 1  | 1 | 2  | 6  | 0.333 | 168 | 185 | 0.908 |

##### Poule K1
| # | Équipe     | Pts | J | G | Gt | Pt | P | Sp | Sc | Ratio | Pp  | Pc  | Ratio |
| 1 | France     | 4   | 2 | 0 | 2  | 0  | 0 | 6  | 4  | 1.5   | 205 | 213 | 0.962 |
| 2 | États-Unis | 4   | 2 | 1 | 0  | 1  | 0 | 5  | 4  | 1.25  | 205 | 197 | 1.041 |
| 3 | Serbie     | 1   | 2 | 0 | 0  | 1  | 1 | 3  | 6  | 0.5   | 194 | 194 | 1     |

#### Final four (Semaine 6)
|  | Demi-finales | Demi-finales |                        |   | Finale     | Finale     |
|  | Demi-finales | Demi-finales |                        |   | Finale     | Finale     |
|  |              |              |                        |   |            |            |
|  | 7 Juillet,   | 7 Juillet,   |                        |   | 8 Juillet, | 8 Juillet, |
|  | 7 Juillet,   | 7 Juillet,   |                        |   | 8 Juillet, | 8 Juillet, |
|  | Brésil       | 3            |                        |   | 8 Juillet, | 8 Juillet, |
|  | Brésil       | 3            |                        |   | 8 Juillet, | 8 Juillet, |
|  | États-Unis   | 1            |                        |   | 8 Juillet, | 8 Juillet, |
|  | États-Unis   | 1            | Brésil                 | 2 |            |            |
|  | 7 Juillet,   |              | Brésil                 | 2 |            |            |
|  |              | France       | 3                      |   |            |            |
|  | France       | France       | 3                      | 3 |            |            |
|  | France       |              |                        | 3 |            |            |
|  | Canada       | 1            |                        |   |            |            |
|  | Canada       | 1            | Match pour la 3e place |   |            |            |
|  |              |              |                        |   |            |            |
|  | 8 Juillet,   |              |                        |   |            |            |
|  |              |              |                        |   |            |            |
|  | États-Unis   | 1            |                        |   |            |            |
|  | États-Unis   | 1            |                        |   |            |            |
|  | Canada       | 3            |                        |   |            |            |
|  | Canada       | 3            |                        |   |            |            |

## Classement final
| Place              | Équipe       |
| ------------------ | ------------ |
| Médaille d'or      | France       |
| Médaille d'argent  | Brésil       |
| Médaille de bronze | Canada       |
| 4                  | États-Unis   |
| 5                  | Serbie       |
| 5                  | Russie       |
| 7                  | Belgique     |
| 8                  | Pologne      |
| 9                  | Bulgarie     |
| 10                 | Argentine    |
| 11                 | Iran         |
| 12                 | Italie       |
| 13                 | Slovénie     |
| 14                 | Japon        |
| 15                 | Pays-Bas     |
| 16                 | Australie    |
| 17                 | Chine        |
| 18                 | Corée du Sud |
| 19                 | Slovaquie    |
| 20                 | Tchéquie     |
| 21                 | Finlande     |
| 22                 | Portugal     |
| 23                 | Turquie      |
| 24                 | Égypte       |
| 25                 | Estonie      |
| 26                 | Espagne      |
| 27                 | Allemagne    |
| 28                 | Mexique      |
| 29                 | Autriche     |
| 30                 | Tunisie      |
| 31                 | Qatar        |
| 32                 | Monténégro   |
| 33                 | Taïwan       |
| 34                 | Venezuela    |
| 35                 | Kazakhstan   |
| 36                 | Grèce        |

## Distinctions individuelles

### Récompenses lors du tour final
| - MVP : Earvin N'Gapeth - Meilleur passeur : Benjamin Toniutti - Meilleur réceptionneur-attaquant : Ricardo Lucarelli Earvin N'Gapeth | - Meilleur central : Kévin Le Roux Graham Vigrass - Meilleur attaquant : Wallace de Souza - Meilleur libéro : Blair Bann |

## Statistiques
Sources,,

### Meilleur marqueurs
Meilleur marqueurs déterminés par les points marqués en attaquant, en contrant et en servant.
|      | Division 1         | Division 1 | Division 2         | Division 2 | Division 3     | Division 3 |
| Rang | Nom                | Points     | Nom                | Points     | Nom            | Points     |
| ---- | ------------------ | ---------- | ------------------ | ---------- | -------------- | ---------- |
| 1    | Stéphen Boyer      | 165        | Jiang Chuan        | 164        | Andrés Villena | 124        |
| 2    | Taylor Sander      | 146        | Wouter ter Maat    | 151        | Simon Hirsch   | 119        |
| 3    | Bram Van den Dries | 133        | Paul Carroll       | 133        | Jorge Barajas  | 106        |
| 4    | Dawid Konarski     | 129        | Alexandre Ferreira | 131        | Hamza Nagga    | 104        |
| 5    | Tsvetan Sokolov    | 129        | Tine Urnaut        | 126        | Robert Täht    | 101        |

### Meilleurs attaquants
Meilleurs attaquants déterminés par le pourcentage d'attaques réussie..
|      | Division 1     | Division 1 | Division 2        | Division 2 | Division 3          | Division 3 |
| Rang | Nom            | %          | Nom               | %          | Nom                 | %          |
| ---- | -------------- | ---------- | ----------------- | ---------- | ------------------- | ---------- |
| 1    | Marko Ivović   | 53,94      | Masahiro Yanagida | 58,33      | Alexander Berger    | 58,87      |
| 2    | Stéphen Boyer  | 53,15      | Nathan Roberts    | 57,89      | Papemaguette Diagne | 58,75      |
| 3    | Benjamin Patch | 52,86      | Wouter ter Maat   | 57,21      | Liu Hong-jie        | 56,88      |
| 4    | Michał Kubiak  | 50,64      | Paul Carroll      | 55,71      | Robert Täht         | 56,85      |
| 5    | Taylor Sander  | 50,43      | Metin Toy         | 54,32      | Christian Fromm     | 56,35      |

### Meilleurs contreurs
Meilleurs contreurs déterminés par la moyenne de contres par set.
|      | Division 1              | Division 1 | Division 2        | Division 2 | Division 3      | Division 3 |
| Rang | Nom                     | Moyenne    | Nom               | Moyenne    | Nom             | Moyenne    |
| ---- | ----------------------- | ---------- | ----------------- | ---------- | --------------- | ---------- |
| 1    | Nikolay Nikolov         | 0,83       | Peter Ondrovič    | 0,77       | Ardo Kreek      | 0,83       |
| 2    | Ilyas Kurkaev           | 0,71       | Tommi Siirilä     | 0,77       | Andri Aganits   | 0,72       |
| 3    | David Smith             | 0,66       | Chen Longhai      | 0,63       | Anton Kuznetsov | 0,64       |
| 4    | Daniel Jansen Van Doorn | 0,59       | Jasper Diefenbach | 0,62       | Simon Hirsch    | 0,59       |
| 5    | Graham Vigrass          | 0,56       | Aleš Holubec      | 0,56       | Božidar Ćuk     | 0,58       |

### Meilleurs serveurs
Meilleurs serveurs déterminés par la moyenne d'aces par set.
|      | Division 1        | Division 1 | Division 2        | Division 2 | Division 3        | Division 3 |
| Rang | Nom               | Moyenne    | Nom               | Moyenne    | Nom               | Moyenne    |
| ---- | ----------------- | ---------- | ----------------- | ---------- | ----------------- | ---------- |
| 1    | Stéphen Boyer     | 0,52       | Masahiro Yanagida | 0,51       | Pedro Rangel      | 0,55       |
| 2    | Dmitry Volkov     | 0,43       | Jiang Chuan       | 0,43       | Simon Hirsch      | 0,41       |
| 3    | Maurício Souza    | 0,39       | Ahmed Abdelhay    | 0,37       | Emerson Rodríguez | 0,38       |
| 4    | Ricardo Lucarelli | 0,39       | Ahmed Shafik      | 0,34       | Samuel Córdova    | 0,34       |
| 5    | Thibault Rossard  | 0,39       | Valdir Sequeira   | 0,32       | Robert Täht       | 0,34       |

### Meilleurs passeurs
Meilleurs passeurs déterminés par la moyenne de passes réussies par set.
|      | Division 1        | Division 1 | Division 2       | Division 2 | Division 3         | Division 3 |
| Rang | Nom               | Moyenne    | Nom              | Moyenne    | Nom                | Moyenne    |
| ---- | ----------------- | ---------- | ---------------- | ---------- | ------------------ | ---------- |
| 1    | Bruno Rezende     | 6,58       | Naonobu Fujii    | 10,15      | Borislav Georgiev  | 9,00       |
| 2    | Nikola Jovović    | 5,09       | Arslan Ekşi      | 6,92       | Khaled Ben Slimene | 8,59       |
| 3    | Saeid Marouf      | 5,06       | Eemi Tervaportti | 6,14       | Simo Dabović       | 8,17       |
| 4    | Fabian Drzyzga    | 4,44       | Daan van Haarlem | 5,71       | Kert Toobal        | 6,14       |
| 5    | Micah Christenson | 3,17       | Dejan Vinčič     | 5,36       | Tai Ju-chien       | 6,08       |

### Meilleurs défenseurs
Meilleurs défenseurs déterminés par la moyenne de défense par set.
|      | Division 1         | Division 1 | Division 2      | Division 2 | Division 3 | Division 3 |
| Rang | Nom                | Moyenne    | Nom             | Moyenne    | Nom        | Moyenne    |
| ---- | ------------------ | ---------- | --------------- | ---------- | ---------- | ---------- |
| 1    | Paweł Zatorski     | 2,14       | Dirk Sparidans  | 2,00       |            |            |
| 2    | Blair Cameron Bann | 1,88       | Tong Jiahua     | 1,99       |            |            |
| 3    | Maurício Borges    | 1,81       | Wouter ter Maat | 1,82       |            |            |
| 4    | Milad Ebadipour    | 1,65       | Luke Perry      | 1,56       |            |            |
| 5    | Ricardo Lucarelli  | 1,64       | Daniel Pfeffer  | 1,44       |            |            |

### Meilleurs receptionneurs
Meilleurs receptionneurs déterminés par le pourcentage de receptions réussies.
|      | Division 1         | Division 1 | Division 2       | Division 2 | Division 3                | Division 3 |
| Rang | Nom                | %          | Nom              | %          | Nom                       | %          |
| ---- | ------------------ | ---------- | ---------------- | ---------- | ------------------------- | ---------- |
| 1    | Maurício Borges    | 65,83      | Robbert Andringa | 65,56      | Philipp Kroiss            | 62,22      |
| 2    | John Gordon Perrin | 53,25      | Samuel Walker    | 56,86      | Menelaos Kokkinakis       | 61,95      |
| 3    | Massimo Colaci     | 47,25      | Dirk Sparidans   | 53,15      | Marko Bojić               | 52,41      |
| 4    | Paweł Zatorski     | 46,78      | Ivo Casas        | 52,41      | Andreas-Dimitrios Frangos | 52,38      |
| 5    | Taylor Sander      | 43,62      | Ji Daoshuai      | 51,23      | Jesús Rangel              | 48,65      |